# Ilan Herbst
Ilan Herbst (hebr. אילן הרבסט; ur. 24 lutego 1968) – izraelski brydżysta, World International Master (WBF), European Grand Master oraz European Champion w kategorii Open (EBL).

## Wyniki brydżowe

### Olimpiady
Na olimpiadach uzyskał następujące rezultaty:
| Olimpiady brydżowe. Zawody teamów | Olimpiady brydżowe. Zawody teamów | Olimpiady brydżowe. Zawody teamów | Olimpiady brydżowe. Zawody teamów | Olimpiady brydżowe. Zawody teamów | Olimpiady brydżowe. Zawody teamów |
| Rok                               | Miejsce                           | Zawody                            | Kategoria                         | Drużyna                           | Pozycja                           |
| --------------------------------- | --------------------------------- | --------------------------------- | --------------------------------- | --------------------------------- | --------------------------------- |
| 2008                              | Pekin                             | 1. Olimpiada Sportów Umysłowych   | Open                              | Israel                            | 9                                 |
| 2004                              | Stambuł                           | 12. Olimpiada Teamów              | Open                              | Israel                            | 25                                |
| 1996                              | Rodos                             | 10. Olimpiada Teamów              | Open                              | Israel                            | 9                                 |
| 1992                              | Salsomaggiore                     | 9. Olimpiada Teamów               | Open                              | Israel                            | 5                                 |

### Zawody światowe
W światowych zawodach zdobył następujące lokaty:
| Mistrzostwa Świata. Konkurencja teamów | Mistrzostwa Świata. Konkurencja teamów | Mistrzostwa Świata. Konkurencja teamów                | Mistrzostwa Świata. Konkurencja teamów | Mistrzostwa Świata. Konkurencja teamów | Mistrzostwa Świata. Konkurencja teamów |
| Rok                                    | Miejsce                                | Zawody                                                | Kategoria                              | Drużyna                                | Pozycja                                |
| -------------------------------------- | -------------------------------------- | ----------------------------------------------------- | -------------------------------------- | -------------------------------------- | -------------------------------------- |
| 2011                                   | Veldhoven                              | 40. Mistrzostwa Świata Teamów                         | Open                                   | Israel                                 | 5                                      |
| 2008                                   | Pekin                                  | 1. Olimpiada Sportów Umysłowych                       | Miksty                                 | Herbst                                 | 5                                      |
| 2007                                   | Szanghaj                               | 38. Mistrzostwa Świata Teamów                         | Trans                                  | Herbst                                 | 48                                     |
| 2006                                   | Werona                                 | 12. Mistrzostwa Świata                                | Open                                   | Herbst                                 | 17                                     |
| 2005                                   | Estoril                                | 37. Mistrzostwa Świata Teamów                         | Trans                                  | Barr                                   | 39                                     |
| 2004                                   | Stambuł                                | 3. Transnarodowe Mistrzostwa Świata Teamów Mikstowych | Miksty                                 | Van Cleeff                             | 10                                     |
| 2002                                   | Montreal                               | 11. Mistrzostwa Świata                                | Open                                   | Kalish                                 | 17                                     |
| 2001                                   | Paryż                                  | 35. Mistrzostwa Świata Teamów                         | Open                                   | Israel                                 | 11                                     |
| 2001                                   | Paryż                                  | 35. Mistrzostwa Świata Teamów                         | Trans                                  | Grinberg                               | 3                                      |
| 1998                                   | Lille                                  | 10. Mistrzostwa Świata                                | Open                                   | Birman                                 | 17                                     |
| 1994                                   | Albuquerque                            | 9. Mistrzostwa Świata                                 | Open                                   | Birman                                 | 33                                     |
| 1991                                   | Ann Arbor                              | 3. Młodzieżowe Mistrzostwa Świata Teamów              | Juniorzy                               | Israel                                 | 5                                      |

| Mistrzostwa Świata. Konkurencja par | Mistrzostwa Świata. Konkurencja par | Mistrzostwa Świata. Konkurencja par | Mistrzostwa Świata. Konkurencja par | Mistrzostwa Świata. Konkurencja par | Mistrzostwa Świata. Konkurencja par |
| Rok                                 | Miejsce                             | Zawody                              | Kategoria                           | Partner                             | Pozycja                             |
| ----------------------------------- | ----------------------------------- | ----------------------------------- | ----------------------------------- | ----------------------------------- | ----------------------------------- |
| 2006                                | Werona                              | 12. Mistrzostwa Świata              | Open                                | Ofir Herbst                         | 59                                  |
| 2006                                | Werona                              | 12. Mistrzostwa Świata              | Miksty                              | Roni Barr                           | 40                                  |
| 2002                                | Montreal                            | 11. Mistrzostwa Świata              | Open                                | Ofir Herbst                         | 81                                  |
| 1994                                | Albuquerque                         | 9. Mistrzostwa Świata               | Open                                | Ofir Herbst                         | 6                                   |

| Mistrzostwa Świata. Konkurencja indywidualna | Mistrzostwa Świata. Konkurencja indywidualna | Mistrzostwa Świata. Konkurencja indywidualna | Mistrzostwa Świata. Konkurencja indywidualna | Mistrzostwa Świata. Konkurencja indywidualna | Mistrzostwa Świata. Konkurencja indywidualna |
| Rok                                          | Miejsce                                      | Zawody                                       | Kategoria                                    | Pozycja                                      |                                              |
| -------------------------------------------- | -------------------------------------------- | -------------------------------------------- | -------------------------------------------- | -------------------------------------------- | -------------------------------------------- |
| 1996                                         | Paryż                                        | 3. Indywidualne Mistrzostwa Świata           | Open                                         | 40                                           |                                              |

### Zawody europejskie
W europejskich zawodach zdobył następujące lokaty:
| Zawody europejskie. Konkurencja teamów | Zawody europejskie. Konkurencja teamów | Zawody europejskie. Konkurencja teamów    | Zawody europejskie. Konkurencja teamów | Zawody europejskie. Konkurencja teamów | Zawody europejskie. Konkurencja teamów |
| Rok                                    | Miejsce                                | Zawody                                    | Kategoria                              | Drużyna                                | Pozycja                                |
| -------------------------------------- | -------------------------------------- | ----------------------------------------- | -------------------------------------- | -------------------------------------- | -------------------------------------- |
| 2014                                   | Mediolan                               | 13. Puchar Europy                         | Open                                   | Bareket Isr                            | 9                                      |
| 2014                                   | Abacja                                 | 52. Mistrzostwa Europy Teamów             | Open                                   | Israel                                 | 1                                      |
| 2013                                   | Ostenda                                | 6. Otwarte Mistrzostwa Europy             | Open                                   | Isrmany                                | 3                                      |
| 2012                                   | Ejlat                                  | 11. Puchar Europy                         | Open                                   | Israel Blue                            | 5                                      |
| 2012                                   | Dublin                                 | 51. Mistrzostwa Europy Teamów             | Open                                   | Israel                                 | 7                                      |
| 2010                                   | Ostenda                                | 50. Mistrzostwa Europy Teamów             | Open                                   | Israel                                 | 3                                      |
| 2009                                   | San Remo                               | 4. Otwarte Mistrzostwa Europy             | Miksty                                 | Herbst                                 | 55                                     |
| 2009                                   | San Remo                               | 4. Otwarte Mistrzostwa Europy             | Open                                   | Herbst                                 | 2                                      |
| 2007                                   | Antalya                                | 3. Otwarte Mistrzostwa Europy             | Miksty                                 | Herbst                                 | 9                                      |
| 2005                                   | Teneryfa                               | 2. Otwarte Mistrzostwa Europy             | Miksty                                 | Herbst                                 | 3                                      |
| 2003                                   | Rzym                                   | 2. Puchar Europy                          | Open                                   | Bridge Club Haifa                      | 5                                      |
| 2003                                   | Mentona                                | 1. Otwarte Mistrzostwa Europy             | Miksty                                 | Barr                                   | 5                                      |
| 2003                                   | Mentona                                | 1. Otwarte Mistrzostwa Europy             | Open                                   | Kalish                                 | 1                                      |
| 2002                                   | Ostenda                                | 7. Mistrzostwa Europy Mikstów             | Miksty                                 | Barr                                   | 60                                     |
| 2001                                   | Teneryfa                               | 45. Mistrzostwa Europy Teamów             | Open                                   | Israel                                 | 5                                      |
| 2000                                   | Bellaria                               | 6. Mistrzostwa Europy Mikstów             | Miksty                                 | Herbst                                 | 60                                     |
| 1995                                   | Vilamoura                              | 42. Mistrzostwa Europy Teamów             | Open                                   | Israel                                 | 6                                      |
| 1992                                   | Paryż                                  | 13. Młodzieżowe Mistrzostwa Europy Teamów | Juniorzy                               | Israel                                 | 9                                      |
| 1990                                   | Neumünster                             | 12. Młodzieżowe Mistrzostwa Europy Teamów | Juniorzy                               | Israel                                 | 2                                      |
| 1988                                   | Płowdiw                                | 11. Młodzieżowe Mistrzostwa Europy Teamów | Juniorzy                               | Israel                                 | 14                                     |

| Zawody europejskie. Konkurencja par | Zawody europejskie. Konkurencja par | Zawody europejskie. Konkurencja par | Zawody europejskie. Konkurencja par | Zawody europejskie. Konkurencja par | Zawody europejskie. Konkurencja par |
| Rok                                 | Miejsce                             | Zawody                              | Kategoria                           | Partner                             | Pozycja                             |
| ----------------------------------- | ----------------------------------- | ----------------------------------- | ----------------------------------- | ----------------------------------- | ----------------------------------- |
| 2009                                | San Remo                            | 4. Otwarte Mistrzostwa Europy       | Miksty                              | Roni Barr                           | 249                                 |
| 2007                                | Antalya                             | 3. Otwarte Mistrzostwa Europy       | Miksty                              | Roni Barr                           | 23                                  |
| 2005                                | Teneryfa                            | 2. Otwarte Mistrzostwa Europy       | Mikst                               | Roni Barr                           | 25                                  |
| 2003                                | Mentona                             | 1. Otwarte Mistrzostwa Europy       | Mikst                               | Roni Barr                           | 36                                  |
| 2003                                | Mentona                             | 1. Otwarte Mistrzostwa Europy       | Open                                | Ofir Herbst                         | 8                                   |
| 2002                                | Ostenda                             | 7. Mistrzostwa Europy Mikstów       | Mikst                               | Roni Barr                           | 91                                  |
| 2000                                | Bellaria                            | 6. Mistrzostwa Europy Mikstów       | Mikst                               | Roni Barr                           | 101                                 |
| 1999                                | Warszawa                            | 10. Mistrzostwa Europy Par          | Open                                | Mordechay (Moti) Gelbard            | 42                                  |
| 1998                                | Akwizgran                           | 5. Mistrzostwa Europy Mikstów       | Mikst                               | Roni Barr                           | 86                                  |
| 1996                                | Monte Carlo                         | 4. Mistrzostwa Europy Mikstów       | Mikst                               | Roni Barr                           | 159                                 |

## Klasyfikacja
- Ilan Herbst – klasyfikacja WBF (ang.)
- Ilan Herbst – klasyfikacja EBL (ang.)